# You Gotta Move
You Gotta Move è un DVD live della band Hard rock americana Aerosmith, pubblicato il 23 novembre del 2004. È stato girato durante un concerto ad Orlando, negli USA, nel 2004, durante l'Honkin' on Bobo Tour.
Il DVD contiene scene del concerto, interviste della band, i dietro le quinte e una photogallery. Assieme ad esso è allegato anche un CD audio contenente cinque canzoni bonus eseguite durante il concerto.

## Lista tracce
- Toys in the Attic
- Love in an Elevator
- Road Runner
- Baby, Please Don't Go
- Cryin'
- The Other Side
- Back in the Saddle
- Draw The Line
- Dream On
- Stop Messin' Around
- Jaded
- I Don't Want to Miss a Thing
- Sweet Emotion
- Never Loved a Girl
- Walk This Way
- Train Kept A-Rollin'

Tracce bonus
- Fever
- Rats in the Cellar
- Livin' on the Edge
- Last Child
- Same Old Song and Dance

Audio CD Bonus
- Toys in the Attic
- Love in an Elevator
- Rats in the Cellar
- Road Runner
- The Other Side
- You Gotta Move - Umixit Track

## Formazione
- Steven Tyler - voce, armonica
- Joe Perry - chitarra
- Brad Whitford - chitarra
- Tom Hamilton - basso
- Joey Kramer - batteria